# Día de la Restauración de la Democracia
El Día de la Restauración de la Democracia es un día oficial de celebración en Argentina que conmemora el 10 de diciembre de 1983, día en que se retiró la última dictadura que gobernó el país y asumió sus funciones el presidente Raúl Alfonsín, las dos cámaras del Congreso de la Nación, los gobernadores y legislaturas de las 22 provincias que existían en ese momento y las autoridades municipales democráticas.
Desde entonces, se estableció el 10 de diciembre como fecha de asunción presidencial.

## Detalle
El Día de la Restauración de la Democracia es un día oficial de celebración en Argentina que conmemora el 10 de diciembre de 1983, día en que se retiró la última dictadura que gobernó el país y asumió sus funciones el presidente Raúl Alfonsín, las dos cámaras del Congreso de la Nación, los gobernadores y legislaturas de las 22 provincias que existían en ese momento y las autoridades municipales democráticas. La Corte Suprema dictatorial había cesado dos días antes, mientras que la nueva Corte Suprema designada por el presidente Alfonsín con acuerdo del Senado, asumió el 23 de diciembre.
Desde ese día la Argentina mantiene un régimen constitucional democrático, en lo que constituye el período democrático más extenso de su historia. Luego de que se sancionara la Ley de Voto Secreto y Obligatorio para Varones en 1912, las experiencias democráticas fueron sistemáticamente interrumpidas por golpes de Estado cívico-militares. La última sublevación militar se produjo en 1990. 
El día fue establecido por la Ley n.º 26.323 sancionada el 19 de diciembre de 2007.
La fecha coincide con el Día Internacional de los Derechos Humanos y la tradicional Marcha de la Resistencia, organizada por las Madres de Plaza de Mayo y las Abuelas de Plaza de Mayo.